# Tregnago
Tregnago (Tregnàgo in veneto) è un comune italiano di 5 089 abitanti della provincia di Verona in Veneto.
Fa parte della Comunità montana della Lessinia e della Val d'Illasi.

## Geografia fisica
Il paese sorge all'altezza della media Val d'Illasi a circa 26 km da Verona.
Il territorio comunale si estende sulle colline alle pendici dei Monti Lessini ed è delimitato a nord da Badia Calavena, a nordest da Vestenanova, ad est da San Giovanni Ilarione, a sudest da Cazzano di Tramigna, a sud da Illasi, a sudovest da Mezzane di Sotto, ad ovest da Verona ed infine a nordovest da San Mauro di Saline.
La struttura urbanistica di Tregnago è basata su due strade quasi parallele: l'antica via Maestra, attuale via Carlo Cipolla, e l'antica via Pezzòlo, attuale via San Martino, lungo le quali sono sorte le case contadine esposte verso ovest. Le case più antiche e le ville fatte costruire dal XVII secolo in poi da famiglie provenienti dalla città sono invece rivolte verso sud: si creano così tra esse i vicoli che uniscono le due strade principali.
Nei secoli scorsi l'attività più praticata da coloro che risiedevano nella zona è stata l'agricoltura e il paesaggio agrario rimane il simbolo più importante dell'interazione fra l'uomo e la sua terra. Tipiche del paesaggio agrario sono le corti, le case rurali e le contrade intorno a cui si dipanano le strade e i campi coltivati.
Tregnago, a differenza del resto della valle, non ha mai avuto serie carenze d'acqua. Confluiscono infatti nel suo territorio tre piccole valli e i rispettivi torrenti che, nei secoli scorsi, non potendo raggiungere con facilità il Progno si disperdevano formando pozzanghere ed acquitrini. L'acqua potabile era fornita in passato al paese da diverse sorgenti, tra cui quella del Pisocco, lontana dal paese più di un chilometro, incanalata già all'inizio del XVI secolo. A testimonianza di una certa abbondanza d'acqua ci sono ancora le antiche fontane del paese, per la maggior parte in disuso, dove si abbeveravano gli animali e si lavava la biancheria.
Il centro del paese conserva le caratteristiche del passato con le sue tre chiese di cui due, la parrocchiale e antica pieve e quella della Disciplina o di San Martino, sono situate a nord in una posizione ancora periferica. La moderna zona industriale, che è stata edificata negli ultimi decenni a sud, dove prima c'era campagna, non ha modificato le caratteristiche del paese.

## Etimologia
Sull'origine del toponimo si è molto dibattuto: un'ipotesi lo fa derivare dal nome di persona latino, Trinius o Ternius o Terinius; un'altra asserisce che derivi da Traniacus che indica la presenza sul territorio di tre castelli: quelli di Tregnago, Cogollo e Marcemigo. Alcuni storici affermano altresì che esso proviene da Terminiacum o Terminiacus, che significa termine, fine, confine dell'impero romano.
A parte il dio terminum e i limiti confinari che egli preservava, mancando qualsiasi resto archeologico d'epoca romana, ci si deve concentrare sulla prima o prime volte che il nome comparve negli scritti, documenti o atti di notai, che mediamente compaiono nel medioevo. Se prendiamo l'attuale nome la derivazione potrebbe essere da Triniagus, quindi da tre-agus, cosa possibile se prendiamo in considerazione la frazione di Marcemigo.
Chi non conosce Marcemigo di Tregnago o guarda da satellite il largo e sassoso torrente Progno, non penserebbe che poco distante c'erano alcune piccole paludi, frutto dell'accumularsi di acqua nella stessa valle, di 2 piccoli affluenti, bloccati parzialmente dall'accumulo di detriti anche fini, che fanno calare il deflusso idrico. Tregnago, a differenza del resto della valle, non ha mai avuto serie carenze d'acqua anche per questo. L'idronimo marce, deriva proprio dagli idronimi greco-etruschi che hanno a che fare con acqua nel senso di acqua di lago o palude. La radice di partenza è mar, che con l'aggiunta di ce, fa differenziare in marcio-marcescente, come le acque di palude stagnanti. Il 3 di tregnago-3gnago può quindi definire i 3 torrenti. Considerato che l'altra parola se differenziata in gnago con la i davanti, diventa ignago (paese)e ignis in latino fuoco, toponimo già varie volte presente nel Veneto in zone di torrenti a fondo sassoso, che in estate diventano roventi e sanza acqua, sembra l'esatto opposto di Marcemigo pieno d'acqua.

## Storia

### Le origini
I ritrovamenti archeologici attestano la presenza di insediamenti umani fin dalla preistoria. Iscrizioni ed oggetti di età romana, tra cui un piccolo lare in bronzo del I secolo a.C., ci permettono di evincere che Tregnago in quel periodo era un villaggio piuttosto popoloso e che la zona era effettivamente di frontiera con l'area di cultura retica, data anche la vicinanza alla via Postumia realizzata nel 148 a.C. inizialmente per controllare i confini e poi come rete commerciale.
Tregnago deriva dal latino TERMINIACUS = confine. Era al confine dell'impero romano. Tre chilometri a sud di Tregnago si trova Cellore da CELLULE = prigioni. Un chilometro a sud di Cellore c'è Capovilla da CAPUT VILLAE=inizio dell'impero, più vero è Capovilla superiore del paese di Illasi, in contrapposizione di Capovilla inferiore sempre di Illasi che comprende le località Cale, Brea, Torcolo e Concoreggi. Ancora due chilometri a sud (7 da Tregnago)
c'è Domegiano da DOMUS JANI = Casa di Giano (forse un governatore). Questa versione è troppo intellettuale essendo il nome storico: MEAN, ovvero contrada di mezzo tra il paese e l'altra contrada di Giara. Nei primi anni cinquanta sul monte Precastio (dal latino PRE CASTRA= prima degli accampamenti) è stata trovata una daga ed altri
oggetti. A 12 chilometri a sud si trova Caldiero da CALIDARIUM = Terme. Lì infatti c'è una sorgente di acqua calda.

### Medioevo
Nel primo Medioevo la pieve di San Martino divenne centro di raccolta per la popolazione cristiana dell'alta valle: la sua titolarità ci permette di collocare la sua origine nell'età franca e quindi nel VII-VIII secolo d.C.
Nel IX secolo, in seguito alle invasioni ungare, gli abitanti della campagna si riunirono intorno ai luoghi fortificati per cui divennero importanti i castelli costruiti dai vescovi, dagli abati o dai signori: uno di questi era quello posto su un colle a est di Tregnago, di cui si hanno notizie dal XII secolo, che servì come riparo per la popolazione. Per tutto il Medioevo, tuttavia, la storia del paese rimase legata a quella del monastero di San Pietro, divenuto poi di San Pietro, Vito e Modesto di Badia Calavena che, essendo proprietario di molte terre nella zona, le affidava in cambio di livelli ai contadini locali. Dal XIV secolo in poi le vicende del monastero si intrecciarono sempre più con quelle della pieve di Santa Maria di Tregnago la cui chiesa era stata costruita a fianco della chiesa di san Martino gravemente lesionata dai terremoti del 1116 e del 1182.
La frazione di Cogollo  fu una delle località interessate dalle vicende umane e storiche che si svolsero tra il XI secolo e il XIII secolo e dalle numerose proprietà che videro protagonisti i vari componenti della famiglia degli Ezzelini. Proprietà che furono certosinamente accertate, censite e documentate dopo la loro definitiva sconfitta avvenuta nel 1260.
L'abitato dell'attuale capoluogo nel '300 appariva già con una struttura bipolare nei suoi due nuclei storici: il Vicus de Supra ed il Vicus de Subctus, chiamato in alcuni documenti anche contrada Sancti Egidii. L'insediamento era caratterizzato da abitazioni costruite attorno a corti centrali chiuse ed aveva il suo centro nella casa comunale che si affacciava sull'attuale piazzetta Sant'Egidio.

### La Repubblica di Venezia
Nei primissimi anni del Quattrocento, all'epoca in cui Verona, città e provincia, passò sotto il dominio della Repubblica di Venezia, a Tregnago risiedevano esponenti della classe dirigente cittadina che, oltre ad esercitare la funzione vicariale, avevano la casa d'abitazione e ottenevano a livello beni fondiari. Negli ultimi decenni del secolo, anche in questa zona si intensificò la penetrazione della proprietà fondiaria cittadina che portò, agli inizi del secolo successivo, all'arrivo in paese di importanti famiglie urbane come i Fracanzani  e i Cipolla che qui avrebbero costruito le loro ville.
Nel Cinquecento il monastero di San Pietro, Vito e Modesto e la pieve di Santa Maria di Tregnago con le relative dipendenze furono annessi al monastero cittadino di San Nazaro.
In paese i larghi spazi liberi ancora presenti tra il centro civile e quello religioso furono colmati dalla costruzione tra il '600 e il '700 delle ville e residenze dominicali che si aggiunsero a quella quattrocentesca dei Casari, in contrada Ortelle, e a quella cinquecentesca dei Cipolla.
Nel 1771 quando i beni del monastero di San Nazaro nella Bassa Calavena furono messi all'asta, la Comunità di Tregnago li rilevò entrando così in possesso dei terreni, delle decime delle terre e di alcuni di livelli, ma acquistò anche il diritto di eleggere il parroco anche se con l'obbligo di farne approvare la nomina dall'autorità vescovile per l'approvazione e di provvederlo di un salario.

### L'aggregazione delle comunità
Tregnago è il risultato dell'aggregazione di più comuni in passato autonomi. Nell'epoca napoleonica si aggregarono tra loro le comunità di Tregnago, Cogollo e Marcemigo. Nel 1954 anche Centro entrò a far parte del comune di Tregnago come frazione. Le quattro comunità, tuttavia, avevano già avuto in passato molti contatti sia per la vicinanza territoriale sia per la presenza unificante prima dell'abbazia della Calavena e della pieve di Santa Maria e, in seguito, per la costituzione del vicariato dipendente dal comune di Verona, comprendente, oltre a Tregnago, Marcemigo, Cogollo, Centro, Bolca, Vestena e Castelvero.

## Monumenti e luoghi d'interesse

### Architetture religiose
- Chiesa della Disciplina o oratorio di San Martino - XII secolo

Probabilmente per un periodo chiesa plebana, è stata sede nel tardo Medioevo e in età moderna di compagnie religiose. È in stile romanico con interno ad aula unica.
- Chiesa di Sant'Egidio - XIV secolo

Attestata fin dal 1304 ma consacrata nel 1496, è sempre stata frequentata dai tregnaghesi che la preferivano alla pieve per la sua posizione centrale. L'attuale chiesa è il risultato di una radicale opera di ingrandimento e ristrutturazione eseguita nel Settecento. Al suo interno ospita un dipinto del Brusasorci raffigurante la Madonna con il Bambino, sant'Anna e san Michele.
- Chiesa parrocchiale di Santa Maria Assunta - XV secolo

Costruita dopo la rovinosa caduta, nel 1878, dell'antico campanile sulla precedente chiesa plebana di Santa Maria Assunta che ne risultò gravemente danneggiata, ma in seguito ulteriormente ampliata, l'attuale chiesa è stata inaugurata nel 1922. È in stile romanico a tre navate con soffitto a volta sostenuto da pilastri alternati a colonne. Le volte sono interamente decorate con figure di patriarchi, profeti, evangelisti e dottori della Chiesa. Dell'antica pieve rimangono solo il protiro ora posto sulla facciata della chiesa della Disciplina e il battistero ottagonale in marmo rosso fatto costruire nel 1438 dall'arciprete Jacopo Rubeo.

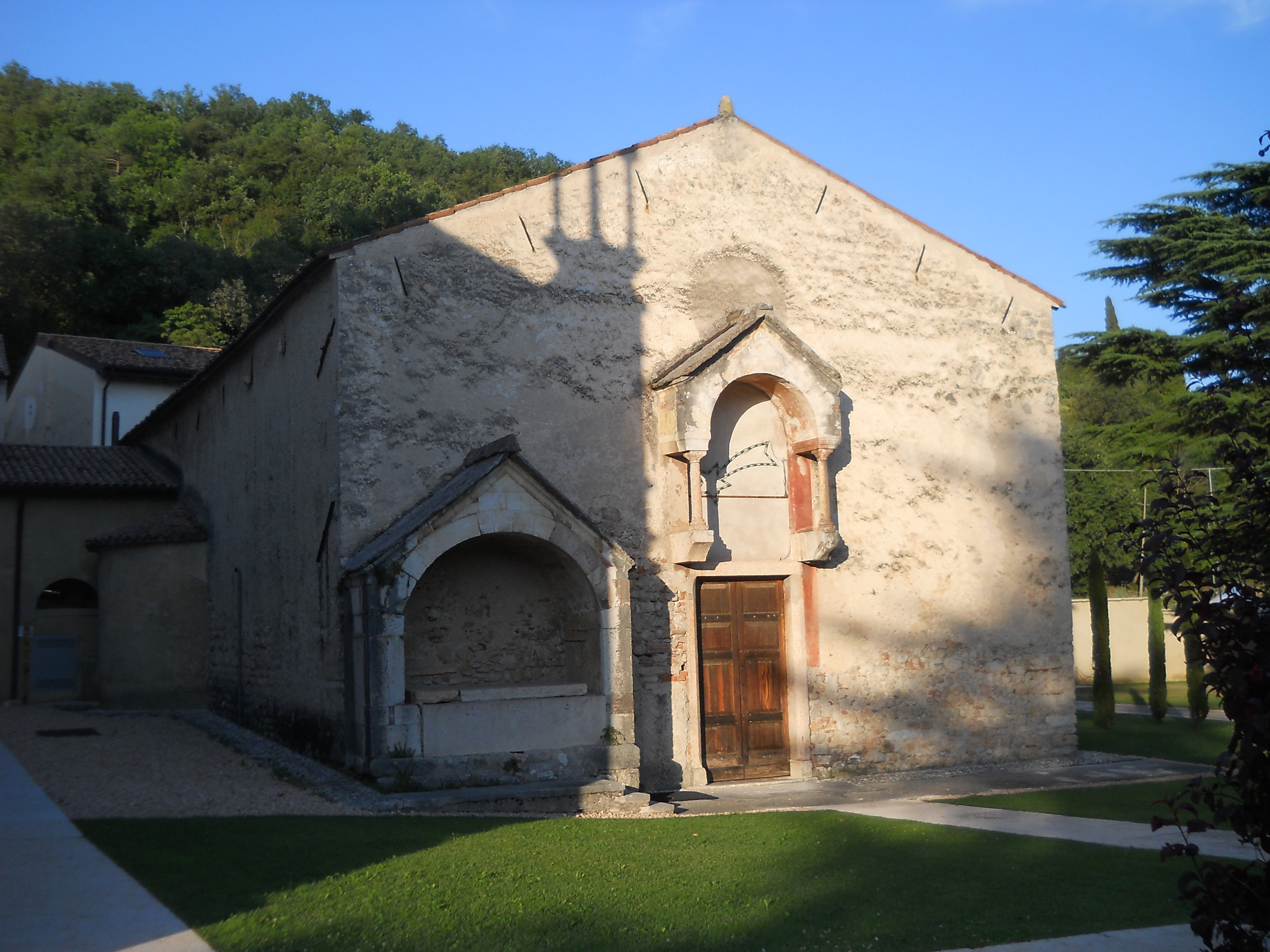
Chiesa della Disciplina o di S. Martino.
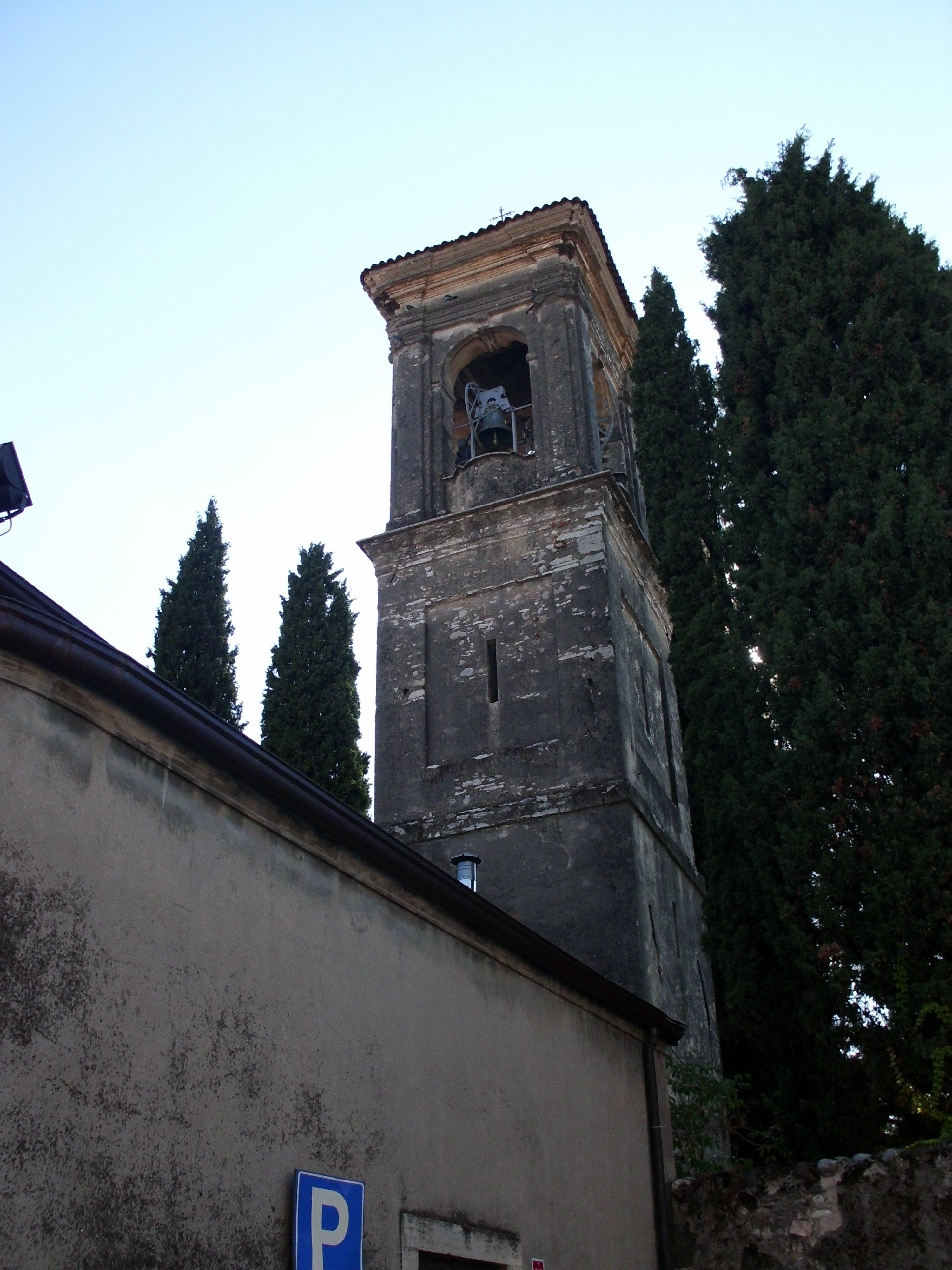
Campanile della chiesa di S. Egidio.
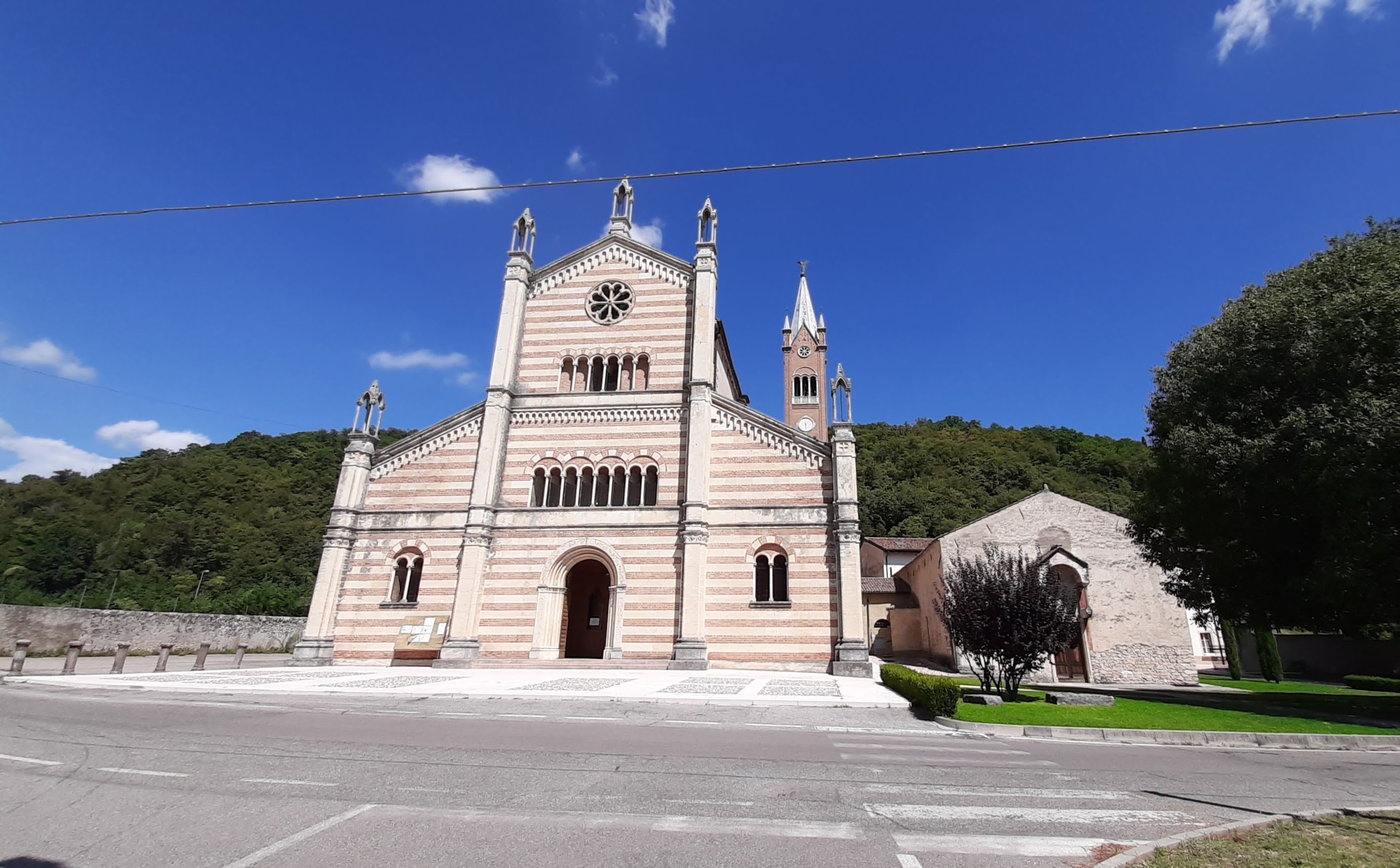
Chiesa parrocchiale di S. Maria Assunta.
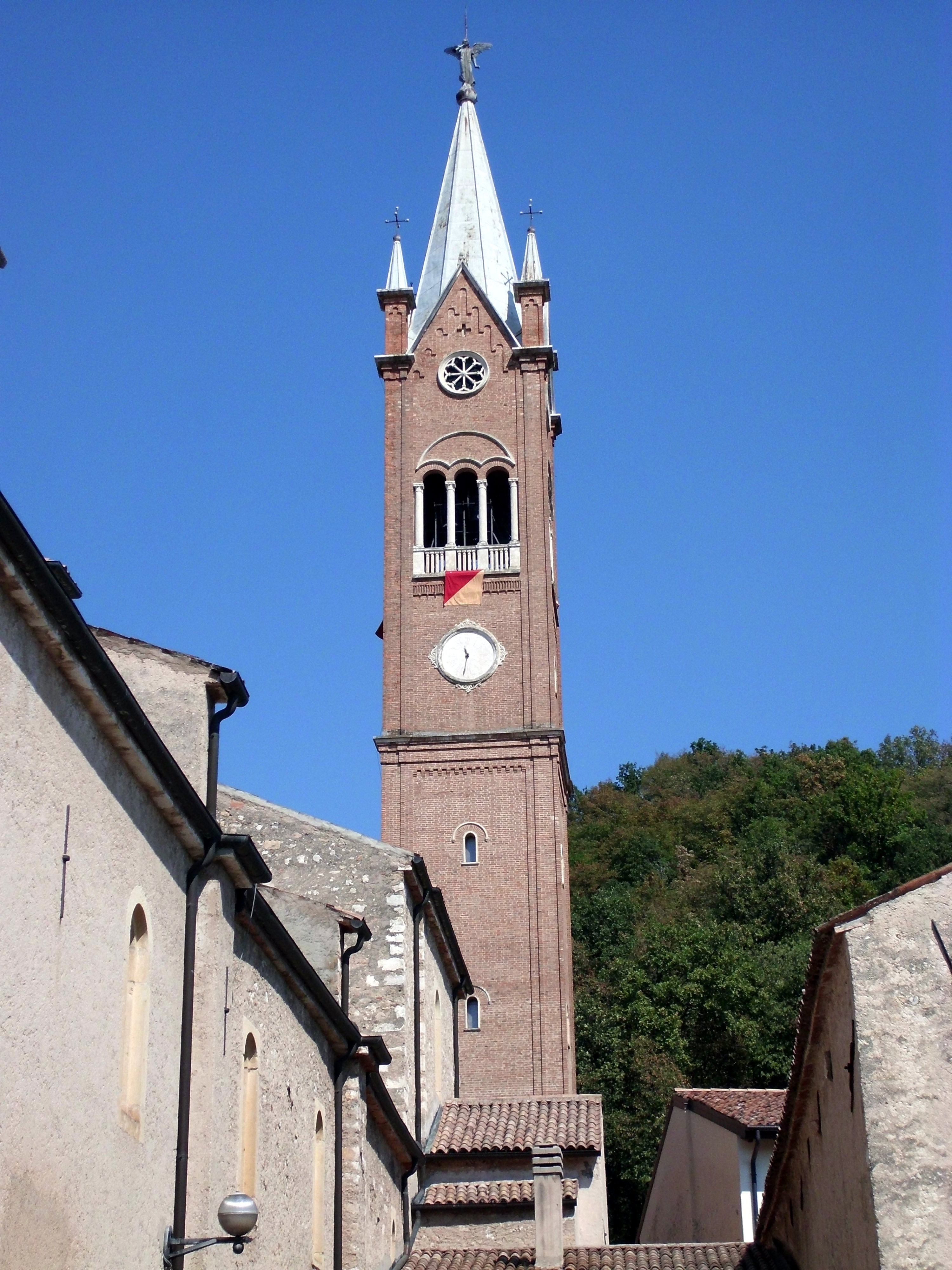
Campanile della chiesa parrocchiale di S. Maria Assunta.

### Ville
- Il Legato Casaro - XV secolo

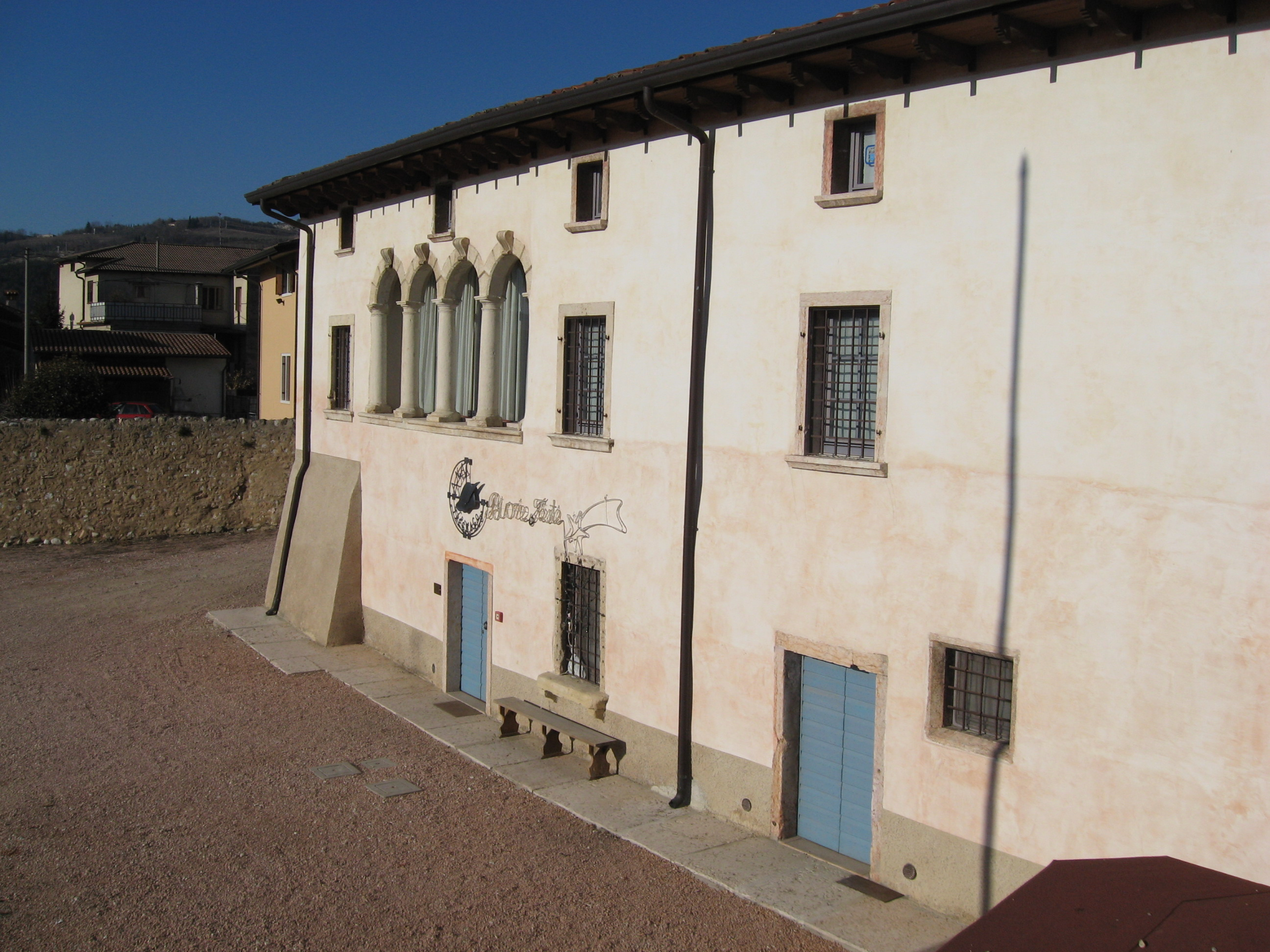
Il Legato Casaro dopo la ristrutturazione.

La casa, il cui primo nucleo è di origine quattrocentesca, e il brolo furono donati nel 1630, con lascito testamentario, al comune di Tregnago da don Francesco Casari, sacerdote che si occupava della chiesa di Sant'Egidio con l'obbligo per il comune di far celebrare una messa ogni venerdì nella chiesa di Sant'Egidio. Recentemente ristrutturato, è divenuto sede di importanti associazioni del paese.
- Villa Pellegrini - XVIII secolo

Sede del Municipio, è stata costruita nel XVIII secolo e all'interno ospita affreschi di Andrea Porta. Il suo giardino ora costituisce la piazza principale del paese dedicata ad Abramo Massalongo.
- Villa Cavaggioni - XV secolo

Situata nei pressi del castello, è stata dapprima proprietà della famiglia Franchini. Rappresenta il risultato di molteplici ristrutturazioni ed è circondata da un parco che ospita specie botaniche in parte esotiche.
- Villa Cipolla - XVI secolo

Costruita nel XVI secolo dalla famiglia cittadina dei Cipolla, disponeva di un oratorio privato visitato nel 1763 dal vescovo Nicolò Giustiniani. Circondata da un alto muro e completamente restaurata nel XIX secolo, è stata residenza estiva del noto storico Carlo Cipolla.
- Villa Fracanzani - Ferrari dalle spade - XVI secolo

Costruita dal ramo veronese dei Fracanzani vicino alla chiesa di Sant'Egidio, quella attuale è il risultato di molti rifacimenti tra cui quello avvenuto nel '700 in concomitanza con quello della vicina chiesa.

### Fortificazioni
- Castello - XI secolo

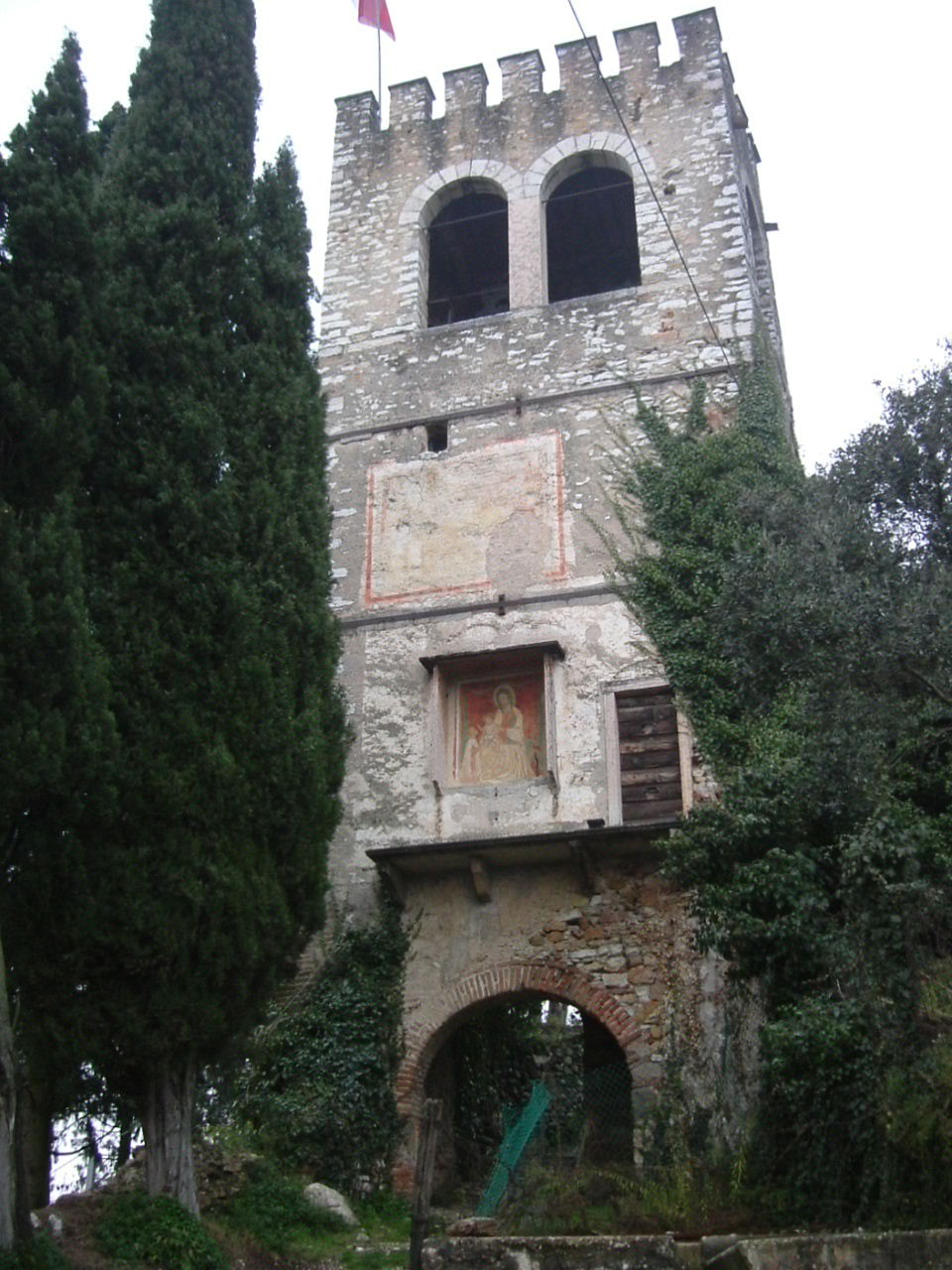

Situato su un colle ad est del paese e costruito tra l'XI e il XII secolo sui resti di un'antica fortificazione romana, era un recinto fortificato destinato ad accogliere la popolazione e il bestiame in caso di attacchi provenienti da nord e da nord-est. Del castello rimangono solo pochi resti tra cui la torre pentagonale ormai diroccata e la torre dell'orologio, via di accesso al complesso, in parte rifatta, sulla quale è visibile un affresco del XIV secolo raffigurante la Madonna con bambino e una figura in ginocchio.
Nel primo fine settimana di settembre l'associazione ludico-culturale The Inklings organizza una Festa Medievale con il passaggio di proprietà del castello da Cangrande della Scala alla cittadinanza tregnaghese.

### Monumenti
- Tiro a Segno

Dopo il 1870 furono istituiti i distretti militari e le località dove essi avevano sede erano i Mandamenti. Anche Tregnago era un Mandamento, quindi in paese si svolgevano le attività di reclutamento. Collegate a tale attività erano anche le esercitazioni militari. Il Tiro a Segno era il luogo dove si svolgevano tali esercitazioni, in modo specifico quelle del tiro alle sagome.
- Cementificio

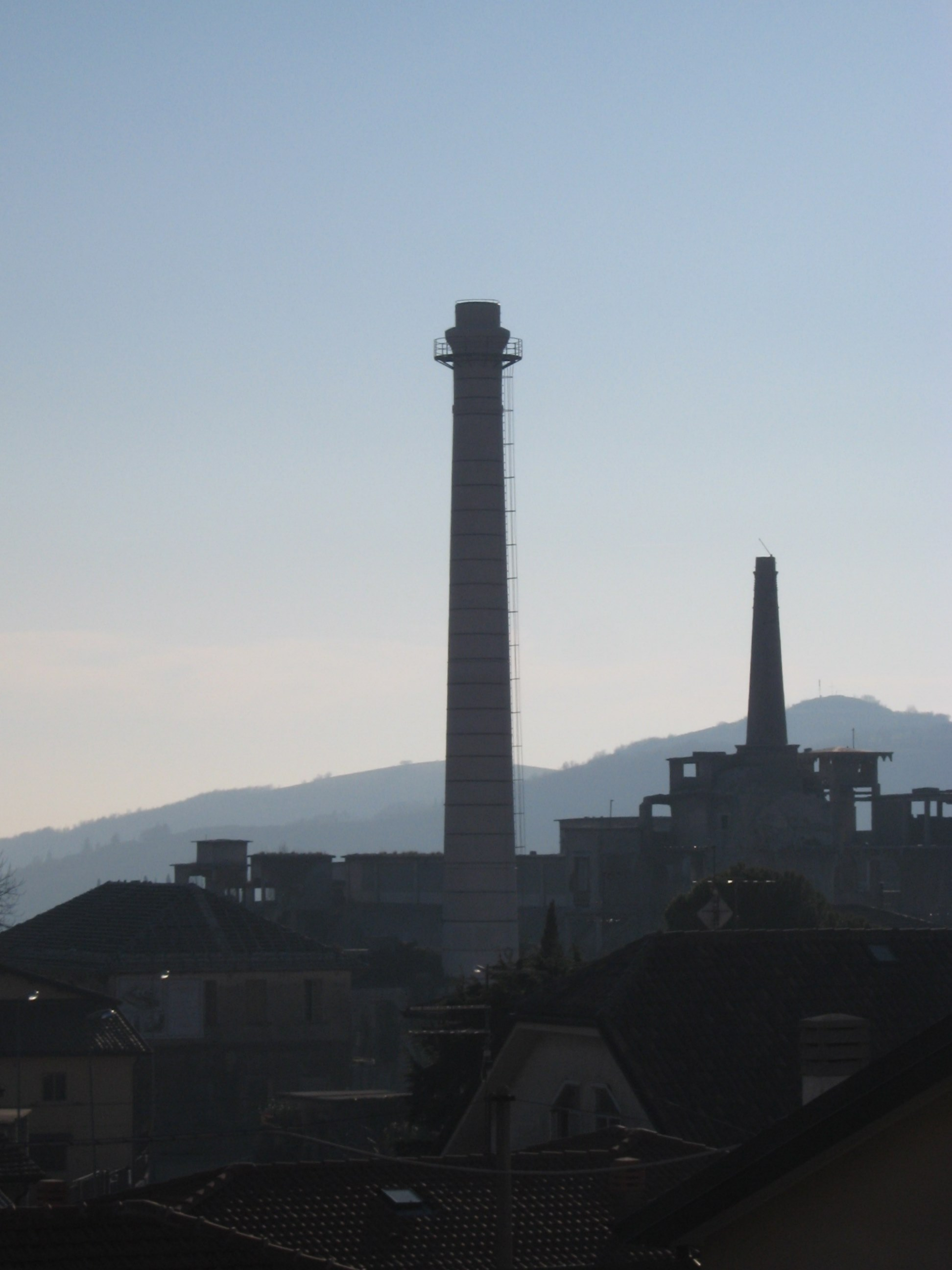
I Forni

Grazie all'interessamento dell'allora sindaco Gaetano Battisti e del parroco don Vittorio Costalunga, il 5 febbraio 1922 venne posta la prima pietra del cementificio dell'Italcementi, noto come "i Forni" che mutò l'economia locale prima basata sull'agricoltura. Per realizzare il progetto di costruzione della nuova fabbrica, le istituzioni pubbliche del paese assolsero a tutte le richieste dell'Italcementi: elettrificazione della tramvia, canalizzazione delle acque di Giazza e acquisto del terreno sul quale edificare. I cittadini stessi fondarono un Comitato per comperare il terreno che costò lire 18.750. Nel 1923 "i Forni" iniziarono la loro attività di produzione. Molti tregnaghesi, e non solo, vi trovarono lavoro e garantirono alle proprie famiglie maggior benessere: la ditta titolare offriva ai figli degli operai soggiorni al mare e dava borse di studio ai più meritevoli. Nella fabbrica vi erano all'inizio dieci forni verticali che producevano calce idraulica. Tra il 1924 e il 1928 vennero installati tre forni rotanti per la produzione di cemento portland artificiale. La fabbrica utilizzava come materia prima le pietre calcaree provenienti dal vicino monte Tomelon. I massi più grandi, prima di scendere a valle, venivano frantumati e mescolati con l'argilla; il materiale veniva poi caricato sui carrelli della teleferica e giungeva sino alla fabbrica dove veniva ulteriormente lavorato per poi entrare negli altoforni. Con il cemento 680 prodotto a Tregnago vennero costruiti il Ponte Mestre-Venezia, il Muraglione del Ponte Re Teodorico, il Ponte della Vittoria a Verona e il Ponte sul Mincio a Peschiera. Nel 1955, conclusa la guerra, per la necessità di ricostruire il paese, la fabbrica arrivò a contare 209 dipendenti, ma negli anni sessanta le scelte economiche della famiglia Pesenti, titolare dello stabilimento, portarono all'apertura di nuovi stabilimenti più produttivi che segnarono il lento declino dei Forni di Tregnago portandolo alla definitiva chiusura nel 1973. Una parte dello stabilimento rimane come testimonianza archeologica industriale, un'altra è stata adibita alla costruzione di importanti strutture per il paese quali una palestra, l'Auditorium e la nuova scuola di Tregnago, inaugurata nel 2012.
- Lavatoi

I lavatoi e le incluse fontane sono dislocati nel capoluogo e nelle frazioni in luoghi facilmente accessibili. Il più antico si trova vicino alla chiesa parrocchiale, altri si trovano in paese in via Rì, a Marcemigo, a Scorgnano e a Cogollo. La loro importanza, sottolineata dalle ragguardevoli strutture quadrangolari e coperte in cui sono inseriti, era legata alla funzione che svolgevano ma anche al fatto che erano dei punti d'incontro tra le persone.
Nella parte storica del paese dove anticamente c'era il Lago Nuovo, in seguito fu costruita la grande vasca dodecagonale in pietra con delle rientranze da cui sgorga l'acqua dotate di piani inclinati su cui veniva fatto il bucato.

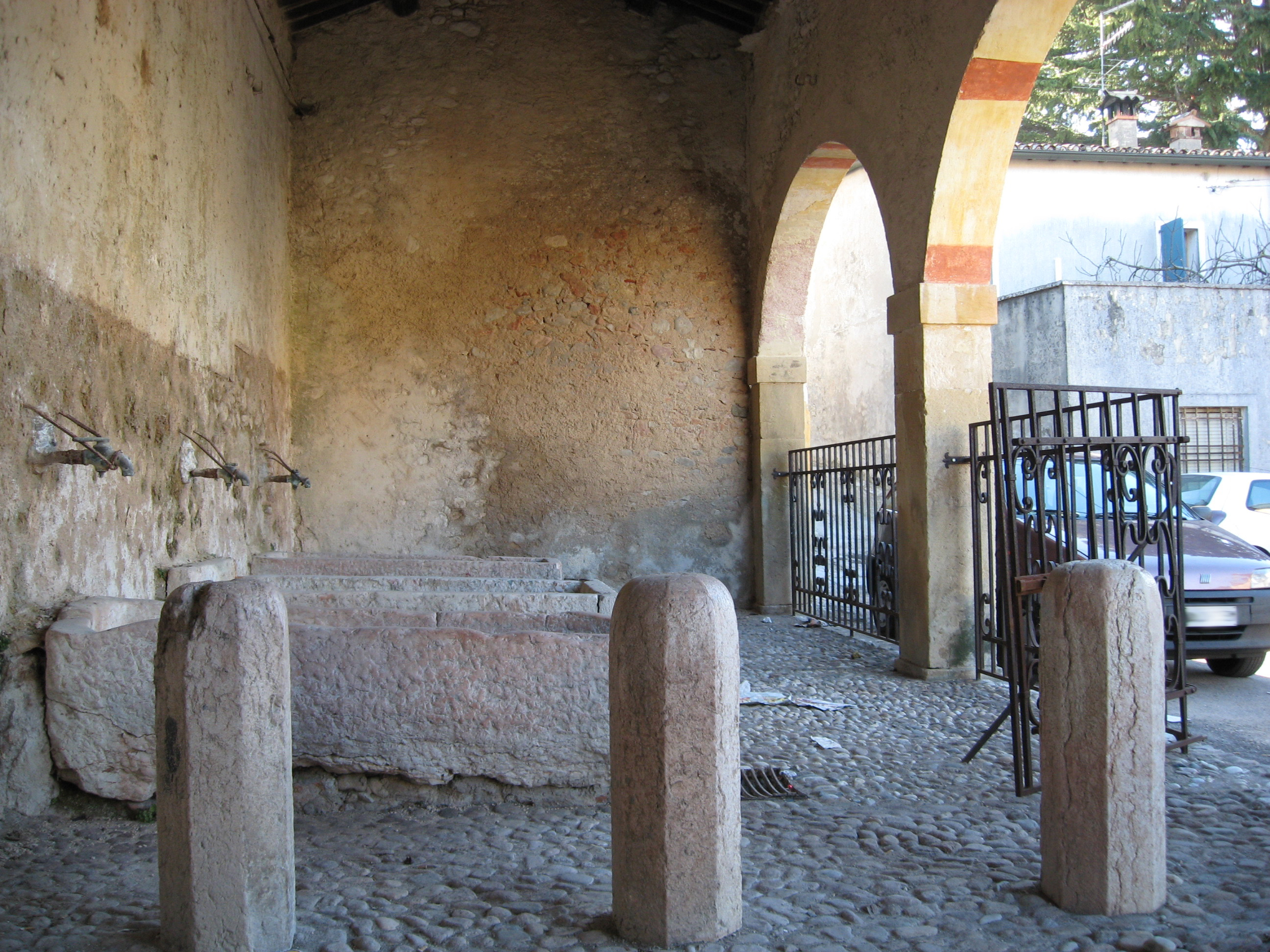
Lavatoio in via Rì.
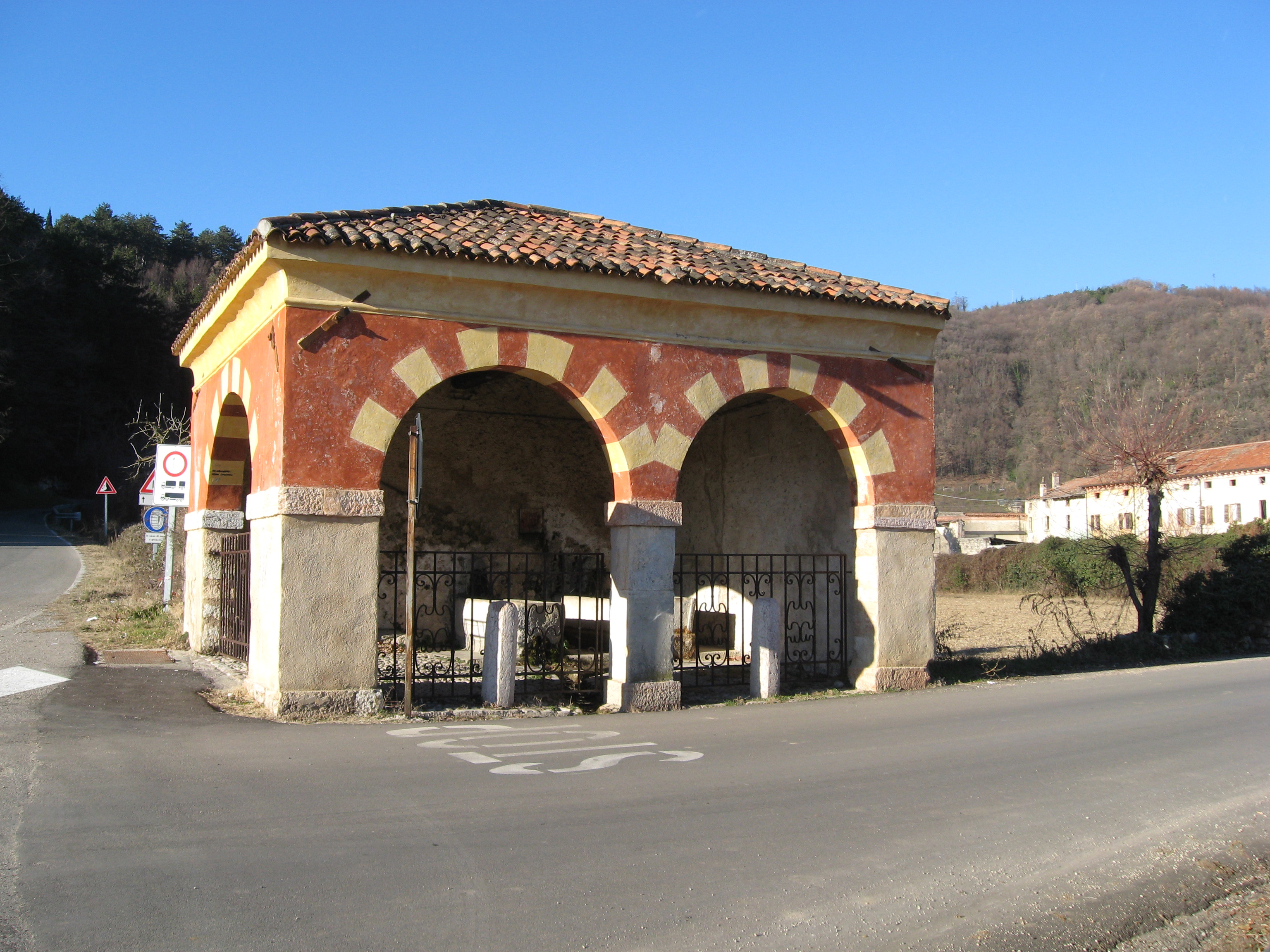
Lavatoio a Marcemigo.
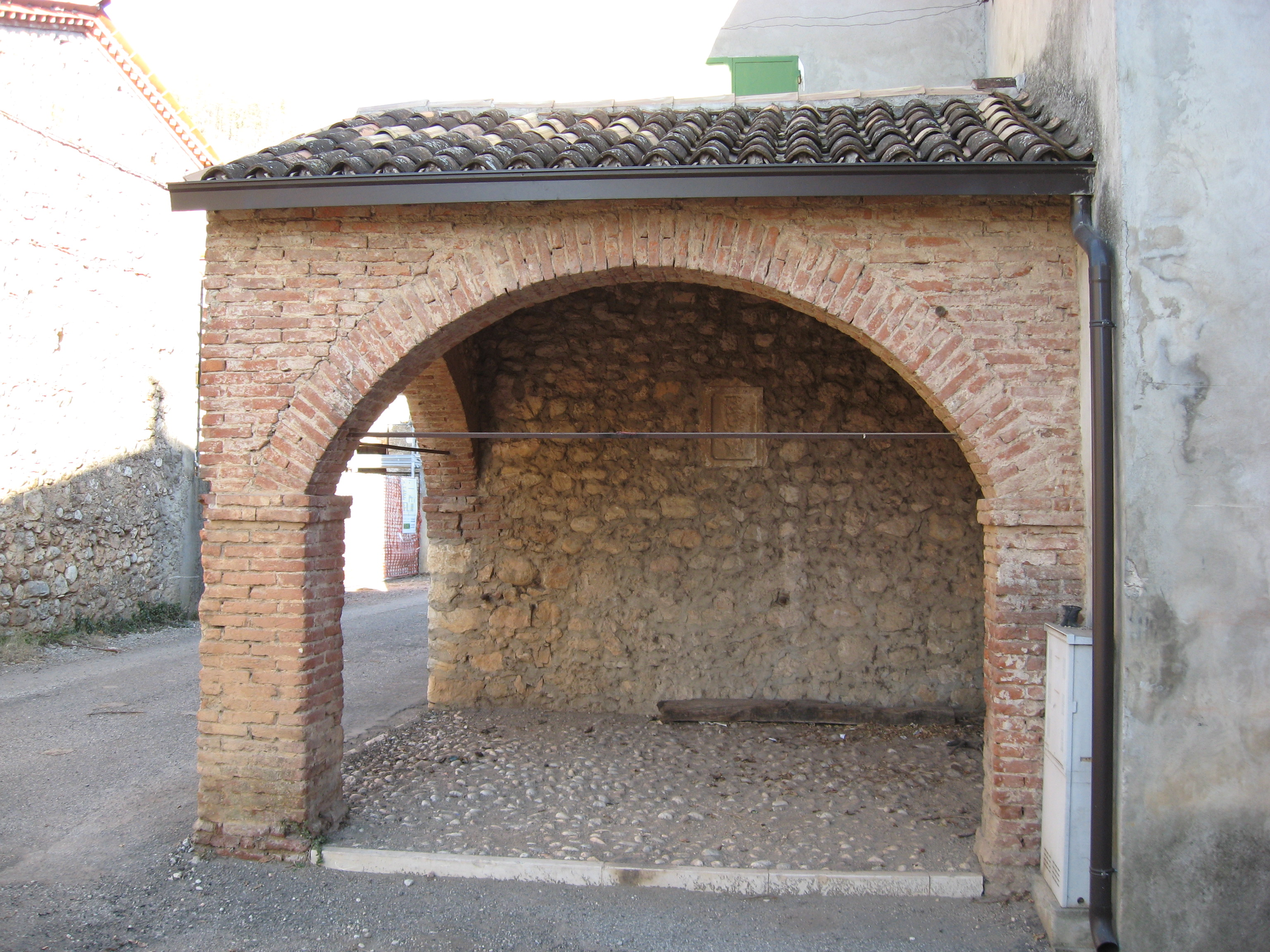
Lavatoio a Scorgnano.
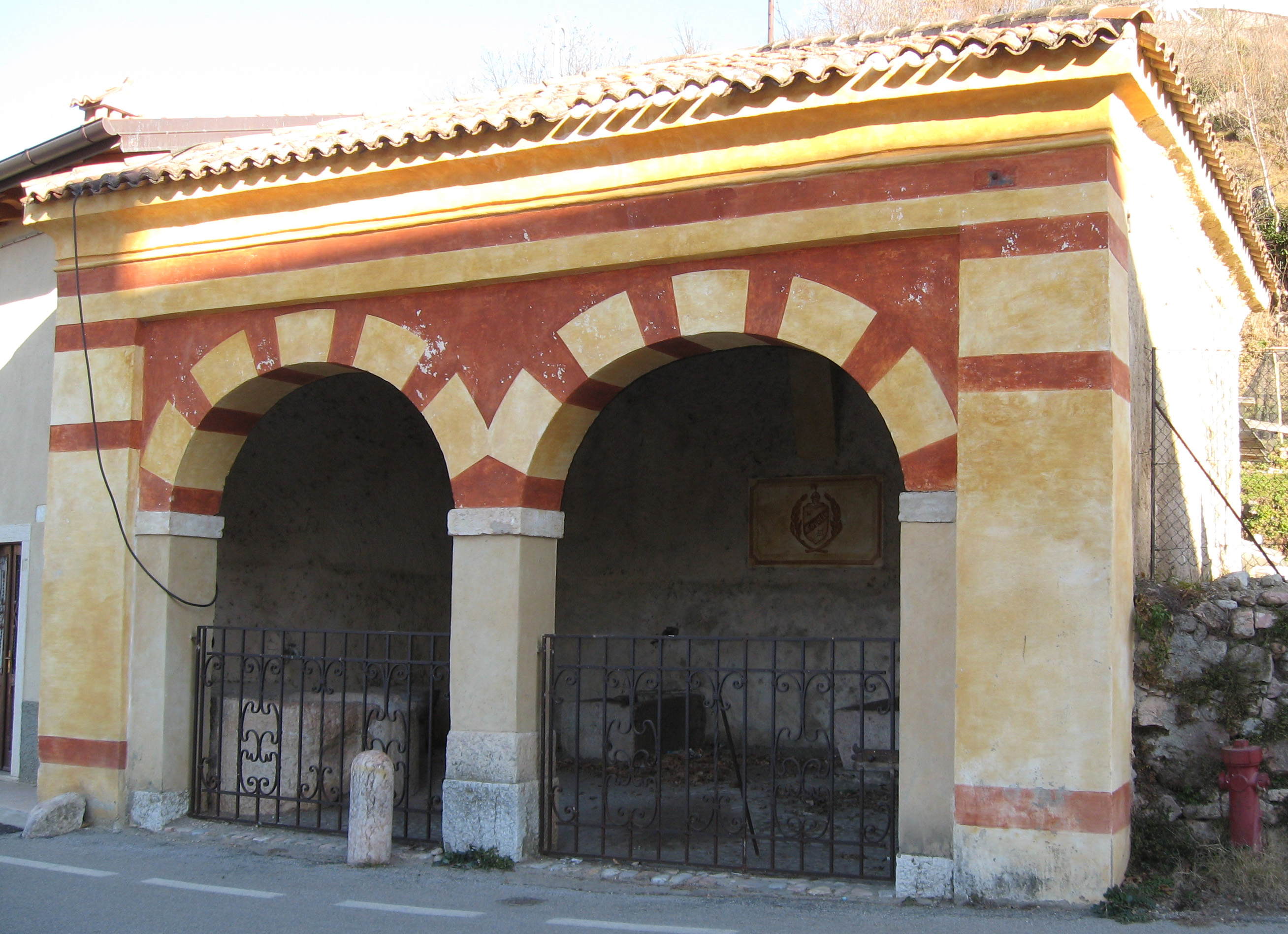
Lavatoio a Cogollo.
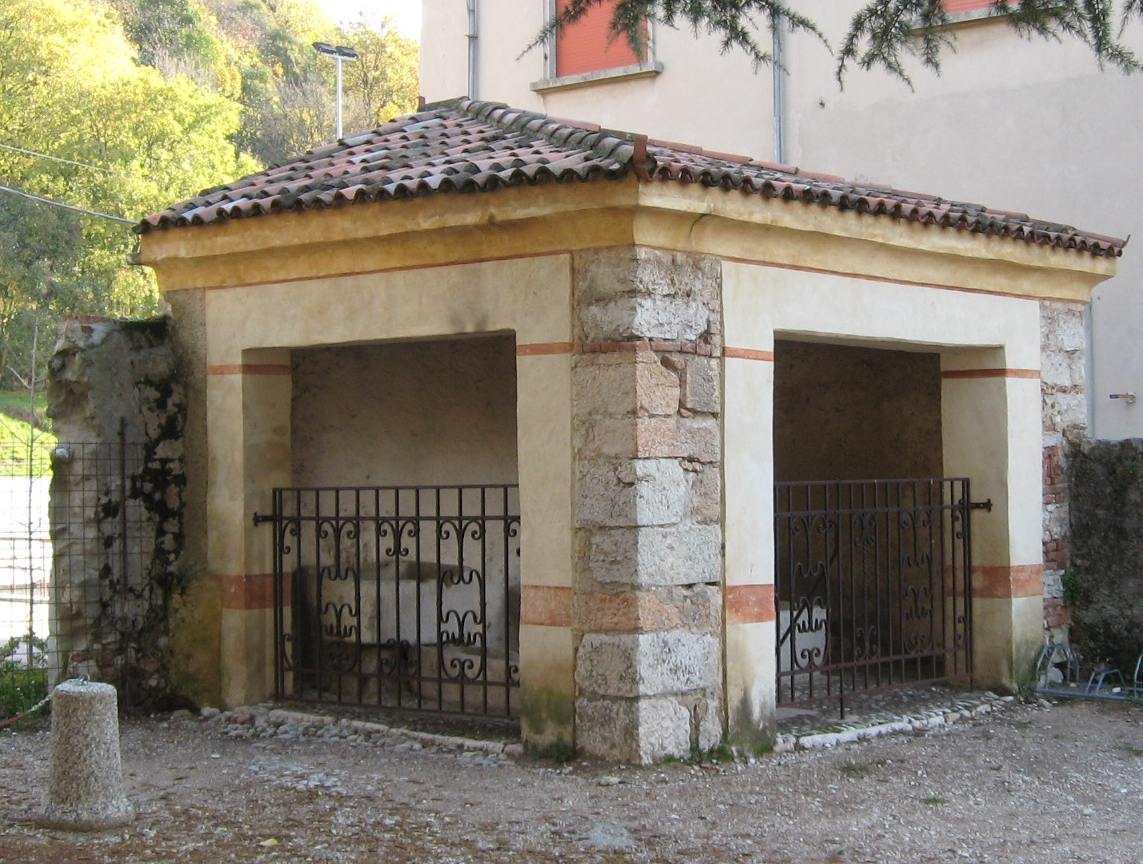
Lavatoio vicino alla Chiesa parrocchiale.
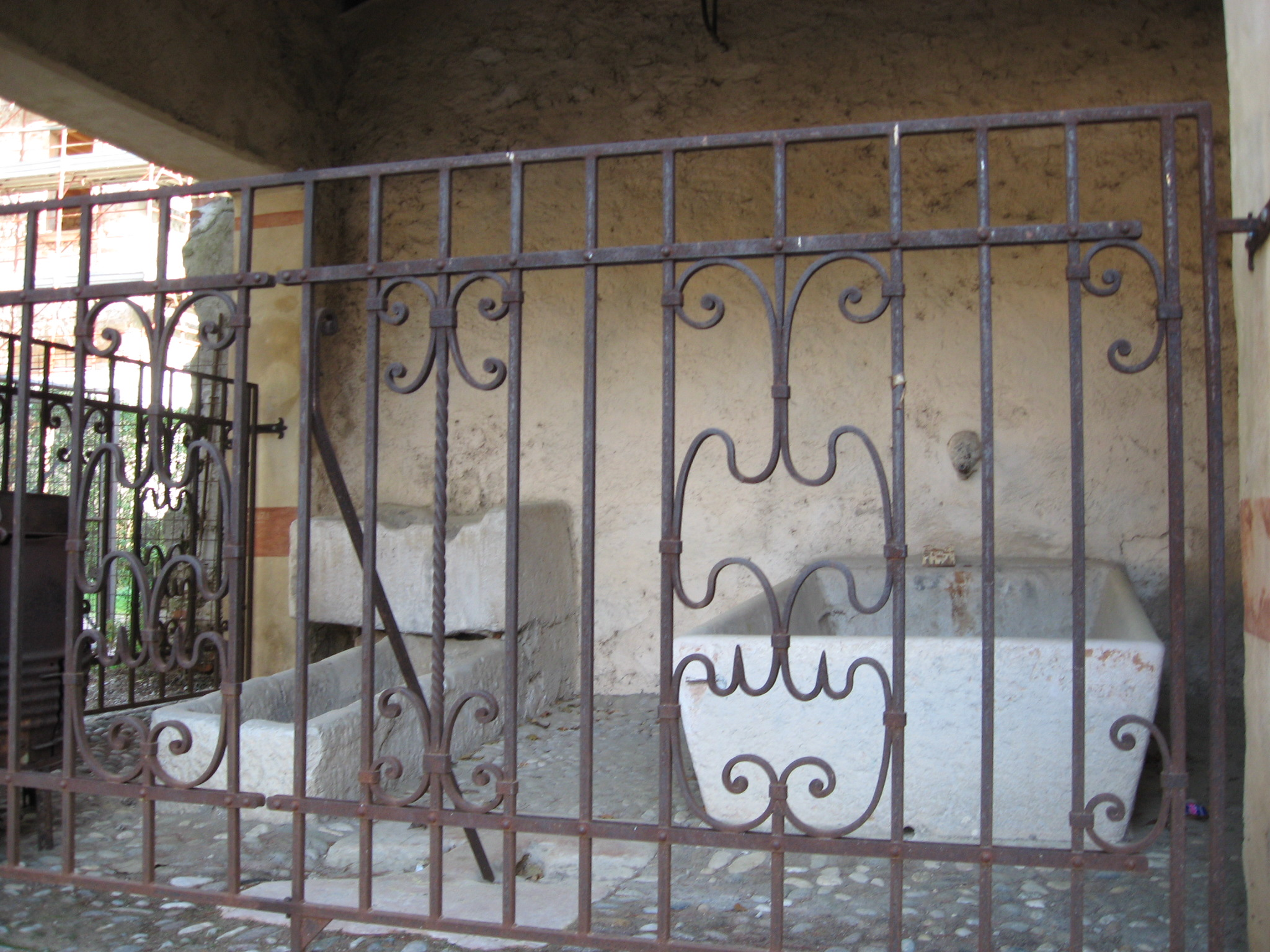
Interno del lavatoio della Chiesa parrocchiale.

## Società

### Evoluzione demografica
Abitanti censiti

## Cultura
In via dei Bandi si trova la casa dove nel 1824 nacque Abramo Massalongo, il grande naturalista che dedicò gran parte della sua breve vita (morì di tubercolosi a 36 anni) allo studio della flora del Veneto, delle grotte e dei fossili. Quanto egli aveva raccolto costituì il primo nucleo del Museo di Scienze Naturali di Verona. A Verona, la via che collega Piazza Santa Anastasia al Liceo Ginnasio Scipione Maffei, porta il suo nome.

### Musei
- Museo del ferro battuto

Si trovava nella frazione di Cogollo, nei pressi della scuola elementare e della Chiesa Parrocchiale. È stato chiuso e le opere contenute sono state trasferite in alcuni locali di Villa Pellegrini (ex municipio al cui pianterreno è sistemata la biblioteca comunale) e sono visitabili nelle ore di apertura del municipio nuovo.
Offre ai suoi visitatori un'ampia panoramica dell'arte della lavorazione del ferro battuto praticata da secoli in questa zona, ma nota a livello mondiale grazie all'attività iniziata da Roberto da Ronco conosciuto come Berto da Cogòlo (1877-1957), le cui produzioni si trovano tuttora nelle case di noti personaggi della cultura, del cinema e della politica internazionale. Dopo di lui, a Cogollo e nei dintorni, sono sorte nuove botteghe: quelle degli ex allievi diventati, a loro volta, maestri noti nel mondo che, insieme al loro predecessore, hanno reso celebre questo piccolo e tranquillo angolo della collina veronese ricco di storia e di tradizioni tutte da scoprire.
-

## Geografia antropica

### Frazioni

#### Cogollo
Cogollo è un antico borgo sorto ai piedi di un castello di cui rimane solo qualche rovina. Il suo aspetto, con strade strette circondate da muri in pietra e piccole corti, rimane quello di una volta e ci rivela la storia di una piccola località i cui abitanti si sono dedicati, soprattutto in passato, alle attività agricole. Il suo sviluppo, però, nonostante la vicinanza, è avvenuto in maniera relativamente autonoma rispetto ai paesi circostanti.
Il nome di Cogollo è legato all'artigianato del ferro battuto.

#### Marcemigo
Situato alla destra del Progno e collegato a Tregnago da un ponte del XIX secolo, Marcemigo è raggruppato intorno alla chiesa di San Dionigi posta a mezza costa della collina. Una torre recentemente restaurata potrebbe indicare la presenza in loco di un castello tuttavia non documentato. Molti terreni in età medievale erano sotto la giurisdizione del monastero cittadino di San Giorgio in Braida che nella costruzione che ora conosciamo come villa De Winckels raccoglieva i proventi delle decime e dei livelli pagati da coloro che lavoravano i campi. Il borgo conserva tuttora l'antico aspetto con viottoli circondati da muri di recinzione in pietra.
La chiesa di San Dionigi al suo interno accoglie affreschi del '300, epoca del suo maggior splendore che perdurò fino agli inizi del secolo successivo. In seguito la chiesa venne definita "cappella della pieve di Tregnago" perché ad essa assoggettata. Il suo interno fu più volte ritoccato nei secoli.

#### Finetti
Parte più collinare del comune, dalla parte opposta di Marcemigo, è composto per la maggior parte da monti di diverse contrade, come i Catazzi. Unico "luogo d'interesse" l'ormai spento vulcano Belloca.

#### Centro
Localmente Séntro, si trova sui monti opposti ai Finetti, collegato a Tregnago da Marcemigo. È formato da diverse contrade, come Masetto e Fornasa.

#### Scorgnano
Sita a poca distanza da Marcemigo a ridosso delle colline a ovest di Tregnago. La chiesa delle Sante Brigida e Felicita si trova all'inizio dell'abitato formato da case la cui struttura appare strettamente legata al lavoro dei campi.
L'antica chiesetta di Santa Brigida e Felicita venne visitata per la prima volta da un vescovo nel 1530. Nel '600 venne ampliata e trasformata in santuario. Subì un ulteriore ampliamento nel corso del XVIII secolo e nel 1781 fu costruito il campanile.

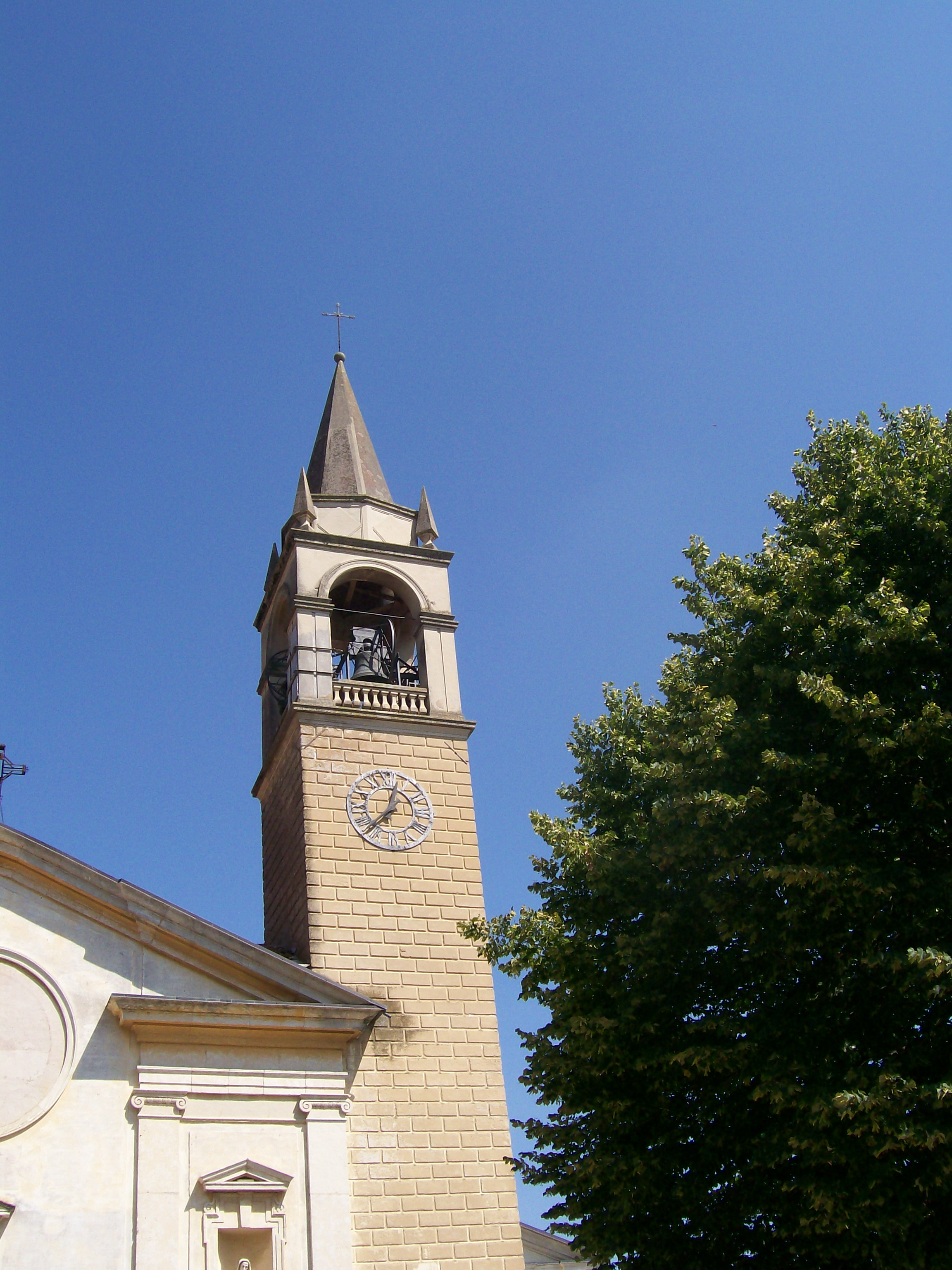
Campanile della chiesa parrocchiale di San Biagio in Cogollo.
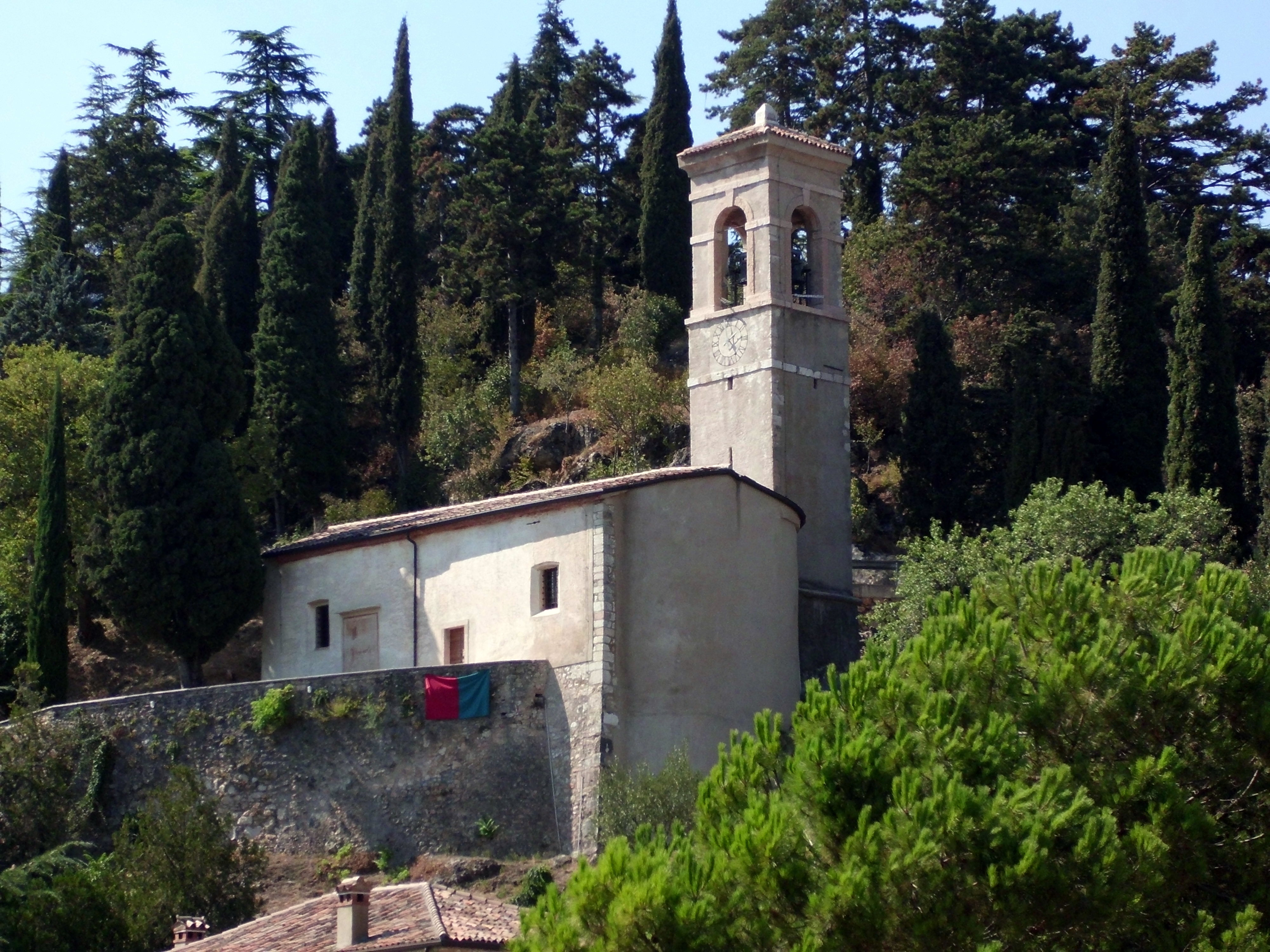
Chiesa di San Dionigi in Marcemigo.
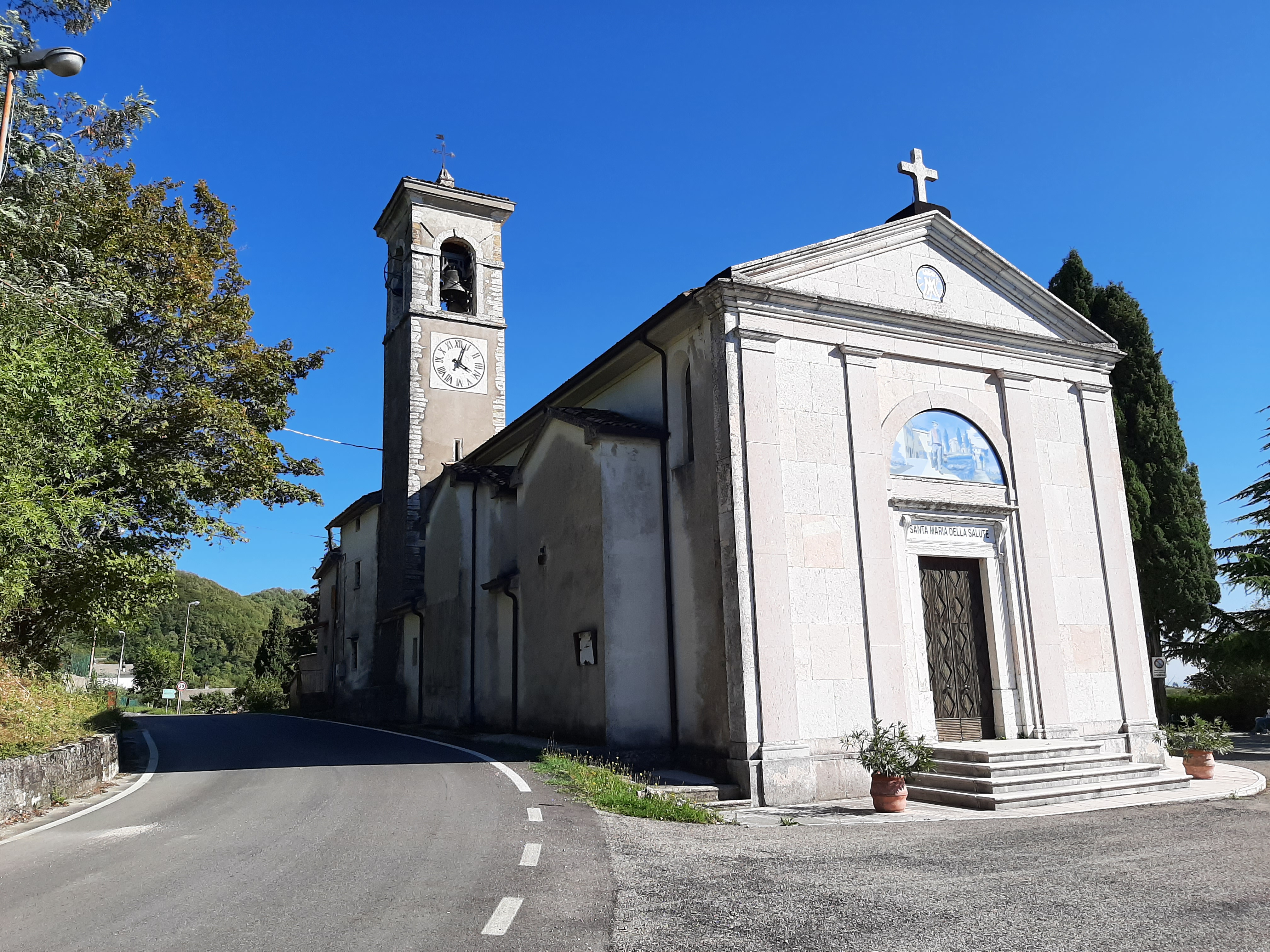
Chiesa di Santa Maria della Salute in Finetti.
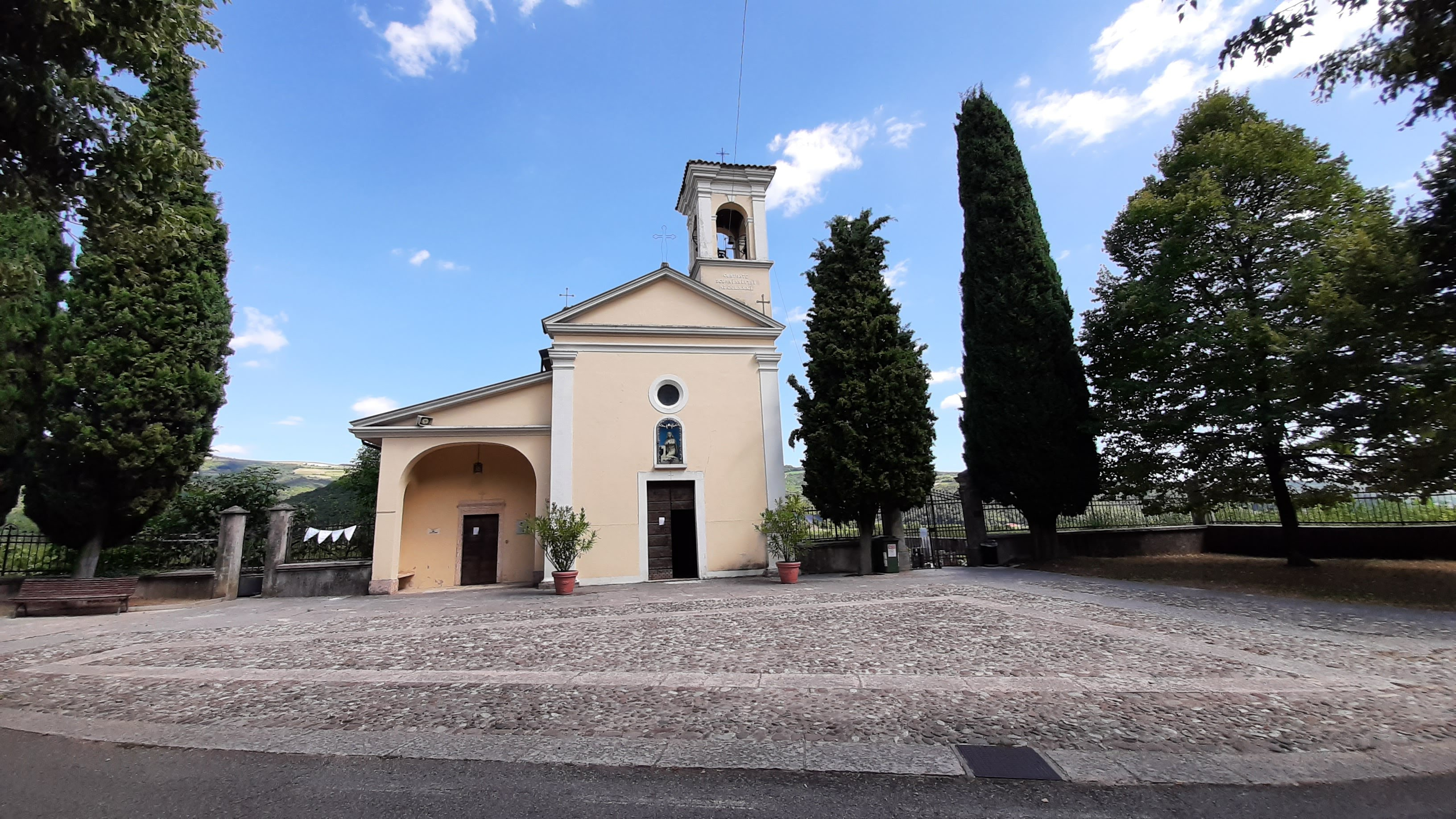
Santuario di Santa Maria Annunciata in Scorgnano.

## Economia
L'economia locale rimase pressoché immutata per secoli. Le attività principali erano l'agricoltura e l'artigianato, fino agli inizi del Novecento quando fu costruita la prima grande fabbrica della valle: il 5 febbraio 1922 venne posta la prima pietra del cementificio noto come "i Forni", raccordato alla suddetta tranvia, che per decenni avrebbe dato lavoro a molti tregnaghesi. Dopo di esso molte altre industrie di diverse dimensioni e piccoli laboratori sono sorti nella zona industriale a sud del paese.
Tregnago è nella zona di produzione del vino Valpolicella DOC, dell'Amarone della Valpolicella e del Recioto DOC
È pure zona di produzione di un ottimo olio extra vergine d'oliva.
Vi sono alcune importanti industrie tra cui spicca la ditta automobilistica MOMO.

## Infrastrutture e trasporti
Tregnago è interessata dal percorso della Strada Provinciale 10, che la mette in collegamento con la direttrice Padana Superiore a sud e con Giazza e l'alta Val d'Illasi a nord.
Fra il 1883 e il 1956 l'abitato era servito dal capolinea settentrionale della tranvia Caldiero-Tregnago, diramazione della Verona-San Bonifacio che rappresentò il mezzo di trasporto principale per il collegamento di persone e merci fra Verona e la bassa Val d'Illasi. Soggetta nel corso della sua storia a diversi passaggi di gestione, la linea venne elettrificata nel 1922. La tranvia fu sostituita nel 1959 da una filovia, soppressa nel 1980.

## Amministrazione
| Periodo        | Periodo       | Primo cittadino   | Partito                              | Carica                  | Note          |
| -------------- | ------------- | ----------------- | ------------------------------------ | ----------------------- | ------------- |
| maggio 1985    | giugno 1990   | Alfonsino Ercole  | Democrazia Cristiana                 | Sindaco                 | [ 7 ]         |
| giugno 1990    | aprile 1995   | Tosca Dal Forno   | Lista civica                         | Sindaco                 | [ 8 ]         |
| aprile 1995    | agosto 1996   | Antonio Zamboni   | Lista civica                         | Sindaco                 | Dimissioni    |
| settembre 1996 | novembre 1996 | Paolo Crispino    |                                      | Commissario prefettizio | [ 10 ] [ 11 ] |
| novembre 1996  | maggio 2001   | Mario Zampedri    | Lista civica                         | Sindaco                 | [ 12 ]        |
| maggio 2001    | maggio 2006   | Marco Pezzotti    | Lista civica                         | Sindaco                 | [ 13 ]        |
| maggio 2006    | maggio 2011   | Marco Pezzotti    | Lista civica                         | Sindaco                 | [ 14 ]        |
| maggio 2011    | giugno 2016   | Renato Ridolfi    | Lista di centrodestra                | Sindaco                 | [ 15 ]        |
| giugno 2016    | ottobre 2021  | Simone Santellani | Lista Tregnago partecipa - Lega Nord | Sindaco                 |               |
| ottobre 2021   | in carica     | Simone Santellani | Lista civica Tregnago partecipa      | Sindaco                 |               |

### Gemellaggi
- Ollolai, dal 2002[16]

Il comune fa parte del movimento patto dei sindaci 

## Sport
Ha sede nel comune la società U.S. Tregnago, società polisportiva nata nel 1976 che milita nei capionati FIPAV, FIP e CSI con squadre in categoria (Pallavolo, Basket, Karate, Ginnastiche per adulti); esiste anche una società di calcio A.C. Tregnago 1931 militante in Prima Categoria.